# Королівська медаль
Королі́вська меда́ль (англ. Royal Medal), також знана як Меда́ль короле́ви (англ. Queen's Medal) — щорічна відзнака, якою Лондонське королівське товариство нагороджує за «важливий внесок у розвиток природознавства» (дві медалі) та за «видатний внесок у прикладну науку» (одна медаль).

## Історія
Медаль була заснована королем Георгом IV і вперше вручалася у 1826 році. Першими лауреатами стали математик Джеймс Айворі і фізик Джон Дальтон.
Спочатку дві медалі призначались за найважливіші відкриття попереднього року. Згодом часовий інтервал був збільшений до п'яти років, а пізніше скорочений до трьох. 1850 року було прийнято порядок, згідно з яким дві королівські медалі присуджували щорічно. 
Сучасний порядок нагородження введено у 1965 році. Згідно з ним щорічно монарх за поданням Королівського товариства вручає три медалі.
Станом на 2011 рік всього, починаючи з 1826 року, відбулось 405 нагороджень Королівською медаллю. У 1831 та 1832 роках медаль не присуджували.
Лауреатами 2011 року стали хімік Стівен Лей, молекулярний біолог Робін Голлідей та біофізик Грегорі Вінтер.

## Найвідоміші лауреати
- Джеймс Айворі (1826)
- Джон Дальтон (1826)
- Антуан-Жером Балар (1830)
- Майкл Фарадей (1835, 1846)
- Вільям Вевелл (1837)
- Вільям Боумен
- Джордж Буль (1844)
- Чарлз Дарвін (1853)
- Джон Тіндаль (1853)
- Вільям Карпентер (1861)
- Альфред Рассел Воллес (1868)
- Вільям Фруд (1876)
- Френсіс Гальтон (1886)
- Горацій Лемб (1902)
- Девід Брюс (1904)
- Лав Оґастус Едвард Гаф, (1909)
- Вільям Бетсон (1920)
- Джеффрі Інграм Тейлор (1933)
- Рональд Фішер (1946)
- Фредерік Сенгер (1969)
- Макс Перуц (1971)
- Френсіс Крік (1972)
- Сідней Бреннер (1974)
- Фред Хойл (1974)
- Роджер Пенроуз (1985)
- Джон Мейнард Сміт (1997)
- С'юзен Корі (2002)